# Quận Allen, Indiana
Quận Allen là một quận thuộc tiểu bang Indiana, Hoa Kỳ. Quận lỵ đóng tại thành phố Fort Wayne 6. Quận được thành lập ngày 12 tháng 12 tháng năm 1823 từ vùng đất mới mua Delaware. Quận được đặt tên theo John Allen, thượng nghị sĩ bang Kentucky. Theo Cục điều tra dân số Hoa Kỳ, dân số theo điều tra năm 2000 là 331.849 người. Quận có diện tích 1702 km².